# 天然源泉の宿 ことゆう
天然源泉の宿 ことゆう（てんねんげんせんのやど ことゆう）は、滋賀県大津市苗鹿にある、天下一品グループが運営する総合ホテル。複合宿泊施設。

## 所在地
滋賀県大津市苗鹿3丁目9-5

## 概要
温泉リゾートあがりゃんせを併設しており、ことゆうとは回廊で結ばれているため、浴衣のままの移動ができる。

## 沿革
- 2008年（平成20年）開業。

## 交通アクセス

### 電車
- 京都駅→JR湖西線→おごと温泉駅（約20分）

駅前より送迎バス有り。

### 自動車
- 名神京都東インターチェンジ→西大津バイパス・湖西道路経由で約20分
- 国道161号沿い名神栗東インターチェンジ→琵琶湖大橋経由で約40分